# 藤岡市立小野小学校
藤岡市立小野小学校（ふじおかしりつ おのしょうがっこう）は、群馬県藤岡市にある公立小学校。

## 所在地
- 群馬県藤岡市森541番地

## 沿革
- 1874年（明治7年）12月 - 泉学校が泉通寺に設立。
- 1874年（明治7年）12月 - 栗須学校が中栗須神明宮に設立 。
- 1875年（明治8年）5月 - 立石学校が崇近寺に設立。
- 1909年（明治42年）4月 - 小野尋常高等小学校開校。
- 1941年（昭和16年）4月 - 小野国民学校と改称。
- 1947年（昭和22年）4月 - 小野村立小野小学校と改称。
- 1954年（昭和29年）4月 - 藤岡市立小野小学校と改称。

## 学区
第31区、第32区、第33区、第34区、第35区、第36区、第37区、第38区、第39区の一部、第40区、第46区の一部